# Episodi di Justified (sesta stagione)
La sesta e ultima stagione della serie televisiva Justified è stata trasmessa in prima visione negli Stati Uniti d'America sul canale via cavo FX dal 20 gennaio al 14 aprile 2015.
In Italia la stagione è andata in onda sul canale satellitare AXN dal 15 marzo al 7 giugno 2016; in chiaro è stata trasmessa dal 22 al 30 novembre 2016 su Italia 2.
| nº | Titolo originale        | Titolo italiano          | Prima TV USA     | Prima TV Italia |
| -- | ----------------------- | ------------------------ | ---------------- | --------------- |
| 1  | Fate's Right Hand       | La mano destra del fato  | 20 gennaio 2015  | 15 marzo 2016   |
| 2  | Cash Game               | Di porta in porta        | 27 gennaio 2015  | 22 marzo 2016   |
| 3  | Noblesse Oblige         | Gli obblighi di un padre | 3 febbraio 2015  | 29 marzo 2016   |
| 4  | The Trash and the Snake | L'erba del vicino        | 10 febbraio 2015 | 5 aprile 2016   |
| 5  | Sounding                | Amore pericoloso         | 17 febbraio 2015 | 12 aprile 2016  |
| 6  | Alive Day               | Ritorno alla morte       | 24 febbraio 2015 | 19 aprile 2016  |
| 7  | The Hunt                | Braccato                 | 3 marzo 2015     | 26 aprile 2016  |
| 8  | Dark as a Dungeon       | Incontro al buio         | 10 marzo 2015    | 3 maggio 2016   |
| 9  | Burned                  | Il colpo al caveau       | 17 marzo 2015    | 10 maggio 2016  |
| 10 | Trust                   | Traditi e traditori      | 24 marzo 2015    | 17 maggio 2016  |
| 11 | Fugitive Number One     | Il prezzo dell'onore     | 31 marzo 2015    | 24 maggio 2016  |
| 12 | Collateral              | La fuga di Ava           | 7 aprile 2015    | 31 maggio 2016  |
| 13 | The Promise             | La promessa              | 14 aprile 2015   | 7 giugno 2016   |